# Peroton de Saint-Lary
Peroton de Saint-Lary, (Perroton ou Pierre) baron de Bellegarde. Né au début du XVIe siècle et mort au début de 1571.

Fils aîné de Raymond de Saint-Lary et de Miramonde de Lagorsan, fille unique et héritière de Roger de Lagorsan, seigneur de Bellegarde en Astarac.

## Biographie
Il rend hommage au roi pour ses terres de Montastruc (sans doute -Savès), Gensac-Savès et Montgros le 8 décembre 1540.
Il entre comme enseigne dans la compagnie de son oncle, le maréchal de Thermes et en 1544, il prit part à la bataille de Cérisoles. En 1550, il défendit Rouen contre les Impériaux et en 1558 il fut à la bataille de Gravelines.
En 1559, le roi Henri II est tué au cours d'un tournoi.
Dès 1561, Blaise de Monluc prêta main-forte au lieutenant-général de Guyenne, Charles de Coucy, seigneur de Burie. Il avait été chargé officiellement par la reine mère de lever des troupes pour renforcer les défenses en Guyenne, région particulièrement troublée. Pendant les guerres de religion, Peroton de Saint-Lary se battit alors en Guyenne sous les ordres de Monluc. En 1562, il est à Toulouse dont il chasse les protestants. Il y est alors nommé gouverneur par Monluc, puis il est nommé sénéchal de Toulouse et d'Albigeois. Il est ensuite envoyé à Bayonne avec le commandement en Bigorre et Comminges.
Devenu gouverneur de Buzet, il est nommé en 1568 capitaine d'une compagnie de 50 hommes d'armes.
En 1569, il leva des troupes à Toulouse pour combattre les huguenots de Montauban. Il poursuivit les combats contre les protestants dans le pays de Foix, à Saverdun, s'empara de Carlat et assiégea Mas d'Azil.
À la demande de Monluc il revient à Toulouse en 1570 après avoir pris Beauvillé et Vielmur.
Il partit ensuite guerroyé en Béarn et fut grièvement blessé en octobre 1570 au cours du siège de Mazères. Il ne put se remettre de sa blessure et mourut au début de 1571.

## Famille
Il s'est marié par contrat passé le 11 mars 1522 avec Marguerite d'Orbessan, fille de Pierre d'Orbessan et de Jeanne de Thermes, sœur du maréchal de Thermes. Ils ont les enfants suivants :
- Roger de Saint-Lary de Bellegarde,
- Jean de Saint-Lary,
- Jeanne de Saint-Lary, mariée à Jean de Nogaret de La Valette, gouverneur de Haute-Guyenne,